# 直播宜昌
直播宜昌是中国宜昌三峡电视台一档民生新闻栏目，于2004年开播，当地时间每晚18:30至19:00直播，内容以民生新闻为主，在宜昌当地有较高的收视率。直播宜昌的口号是“直播宜昌、为您着想”，并且这句话是每期节目主持人的开场白。
自2005年起，直播宜昌每年会在年底举行“宜昌十大民选新闻人物”的评选。